# Turkiestański Okręg Wojskowy
Turkiestański Okręg Wojskowy (ros. Туркестанский военный округ) – związek operacyjno-terytorialny radzieckich sił zbrojnych.

## Formowanie i zmiany organizacyjne
Sformowany przed II wojną światową jako Środkowoazjatycki Okręg Wojskowy. Swoim zasięgiem obejmował Turkmeńską, Kazachstańską, Uzbecką, Tadżycką i Kirgiską Socjalistyczną Republikę Radziecką. Po 9 maja 1945 został przemianowany na Turkiestański OW, a część obszaru Kazachstańskiej SRR przekazano Stepowemu OW. W 1957 obszar ponownie scalono, a w 1958 powiększono o trzy okręgi administracyjne Kazachstańskiej SRR. W1969 obszar okręgu został ograniczony do terytorium Uzbeckiej i Turkmeńskiej SRR i podporządkowany dowódcy Południowego Kierunku Operacyjno-Strategicznego. Na terytorium OW pozostawał 36 Korpus Armijny oraz jednostki centralnego i okręgowego podporządkowania, w podporządkowaniu operacyjnym okręgu pozostawała 40 Armia w Afganistanie. Od 1989 potencjał OW został powiększony o elementy likwidowanego Średnio Azjatyckiego OW (32 Armia i 17 KA). W 1989 w składzie OW pozostawał 36 KA, w podporządkowaniu operacyjnym po wycofaniu z Afganistanu 40 Armii. Wsparcie z powietrza zapewniała 49 Armia Lotnicza, osłonę 12 Armia Obrony Powietrznej.

W 1990 pozostawał w podporządkowaniu Głównego Dowództwa Kierunku Południowego ze sztabem w Baku.

## Struktura organizacyjna
Skład w 1990
- dowództwo Okręgu – Taszkient
- 40 Armia
- 36 Korpus Armijny
- 4 Dywizja Zmechanizowana
- 61 Dywizja Zmechanizowana
- 111 Brygada Rakiet Operacyjno-Taktycznych
- 351 Brygada Artylerii
- 15 Brygada Łączności
- 149 Brygada Radiotechniczna
- 157 pułk śmigłowców bojowych